# Veikkausliiga 1997
Het Veikkausliiga 1997 was het 67ste seizoen op het hoogste niveau in Finland. De competitie begon op zaterdag 2 mei en eindigde op zondag 4 oktober. Aan de competitie namen tien clubs deel. Die troffen elkaar in totaal drie keer.
FC Jazz Pori was titelverdediger, maar de club uit Pori moest de titel afstaan aan HJK Helsinki dat onder leiding van trainer-coach Antti Muurinen de achttiende landstitel uit de clubhistorie veiligstelde. De ploeg had na 27 wedstrijden uiteindelijk tien punten voorsprong op achtervolger VPS Vaasa.
Topscorer werd Rafael Pires Vieira van HJK Helsinki met elf treffers. In de 135 gespeelde wedstrijden werd in totaal 334 keer gescoord, goed voor een gemiddelde van 2,47 doelpunt per wedstrijd.
FC Inter Turku eindigde als laatste en degradeerde rechtstreeks naar de Ykkönen, de op een na hoogste afdeling in Finland. De nummer voorlaatst, TP-Seinäjoki, ging ten onder in de play-offs promotie/degradatie tegen PK-35 Helsinki, dat over twee duels de betere was.

## Uitslagen
|              | FPA     | HJK     | INT     | JAR     | JAZ     | MYP     | RoPS    | SEI     | TPS     | VPS     |
| ------------ | ------- | ------- | ------- | ------- | ------- | ------- | ------- | ------- | ------- | ------- |
| FinnPa       |         | 0–2 1–0 | 1–1 2–2 | 3–1     | 2–1 3–0 | 0–1 2–0 | 1–3     | 1–0     | 3–3     | 0–4     |
| HJK          | 3–0     |         | 1–0     | 3–2 4–1 | 3–2     | 2–1 3–0 | 3–1 0–0 | 6–1     | 1–2 5–0 | 1–1 3–1 |
| Inter Turku  | 0–1     | 0–1 0–4 |         | 2–0     | 1–1 0–1 | 1–1     | 3–2     | 2–2 0–2 | 0–3 0–2 | 1–3     |
| FF Jaro      | 1–1 3–0 | 2–1     | 1–1 0–2 |         | 2–3     | 1–5     | 0–3 0–2 | 2–1     | 3–1     | 3–0 0–2 |
| FC Jazz      | 1–1     | 1–0 0–2 | 5–2     | 2–1 0–2 |         | 0–0 1–1 | 1–1     | 1–0 0–2 | 4–2 1–3 | 1–1     |
| MyPa         | 1–2     | 1–0     | 0–0 3–0 | 2–1 3–1 | 1–1     |         | 0–1 3–1 | 3–0     | 2–2 0–0 | 1–1 0–1 |
| RoPS         | 0–0 1–0 | 0–1     | 0–1 1–0 | 0–1     | 0–1 5–1 | 0–0     |         | 1–2 0–1 | 4–2     | 2–2     |
| TP-Seinäjoki | 0–0     | 1–1 0–1 | 1–1     | 1–1     | 1–0     | 0–0 2–2 | 0–1     |         | 0–1 2–2 | 0–0     |
| TPS Turku    | 7–0 1–1 | 0–2     | 0–1     | 1–3 3–0 | 2–1     | 0–0     | 2–0 1–1 | 1–1     |         | 0–3 2–1 |
| VPS Vaasa    | 0–1 0–0 | 0–0     | 0–1 4–1 | 1–0     | 3–1 1–0 | 0–0     | 1–0 3–1 | 1–1 4–0 | 2–0     |         |

## Eindstand
| №  | Club              | WG | W  | G  | V  | DV | DT | +/− | Punten |
| -- | ----------------- | -- | -- | -- | -- | -- | -- | --- | ------ |
|    | HJK Helsinki      | 27 | 18 | 4  | 5  | 53 | 18 | +35 | 58     |
| 2  | VPS Vaasa         | 27 | 13 | 9  | 5  | 40 | 20 | +20 | 48     |
| 3  | FinnPa Helsinki   | 27 | 10 | 9  | 8  | 27 | 36 | −9  | 39     |
| 4  | TPS Turku         | 27 | 10 | 8  | 9  | 43 | 41 | +2  | 38     |
| 5  | MyPa Anjalankoski | 27 | 8  | 13 | 6  | 31 | 23 | +8  | 37     |
| 6  | RoPS Rovaniemi    | 27 | 9  | 6  | 12 | 31 | 30 | +1  | 33     |
| 7  | FC Jazz Pori      | 27 | 8  | 7  | 12 | 31 | 42 | −11 | 31     |
| 8  | FF Jaro           | 27 | 8  | 4  | 15 | 33 | 48 | −15 | 28     |
| 9  | TP-Seinäjoki      | 27 | 5  | 12 | 10 | 22 | 34 | −12 | 27     |
| 10 | FC Inter Turku    | 27 | 6  | 8  | 13 | 23 | 42 | −19 | 26     |

- Landskampioen HJK Helsinki plaatst zich voor de UEFA Champions League 1998/99 (eerste kwalificatieronde)
- VPS Vaasa en FinnPa Helsinki plaatsen zich voor de UEFA Cup 1998/99
- TPS Turku plaatst zich voor de UEFA Intertoto Cup 1998
- TP-Seinäjoki speelt play-offs promotie/degradatie en verliest van PK-35 Helsinki.
- FC Inter Turku degradeerde rechtstreeks naar de Ykkönen.

## Play-offs promotie/degradatie
|  |                |       |              |  |
|  | PK-35 Helsinki | 3 – 1 | TP Seinäjoki |  |
|  |                |       |              |  |

|  |              |       |                |  |
|  | TP Seinäjoki | 4 – 4 | PK-35 Helsinki |  |
|  |              |       |                |  |

## Statistieken

### Topscorers
- In onderstaand overzicht zijn alleen de spelers opgenomen met tien of meer treffers achter hun naam.

| № | Naam                | Club           | Goals | Pen. | Duels | Gem. |
| - | ------------------- | -------------- | ----- | ---- | ----- | ---- |
| 1 | Rafael Pires Vieira | HJK Helsinki   | 11    | ??   | ??    |      |
| 2 | Ismo Lius           | RoPS Rovaniemi | 10    | ??   | ??    |      |
| 3 | Jyrki Huhtamäki     | Vaasa PS       | 10    | ??   | ??    |      |

## Kampioensteam
- HJK Helsinki

Tommi Koivistoinen, Mikko Kavén, Aarno Turpeinen, Markku Kanerva, Marko Helin, Ville Nylund, Jarmo Saastamoinen, Adel Eid, Kaj Nylund, Hannu Tihinen, Petri Helin, Vesa Vasara, Erkka Lehtola, Mika Lehkosuo, Aki Riihilahti, Kalle Lehtinen, Jarkko Wiss, Mika Kottila, Rodrigo, Mikael Forssell, Rafael, Peter Kopteff, Shefki Kuqi en Ville Lehtinen. Trainer-coach: Antti Muurinen.